# Jean-Joconde Stévenin
Pour les articles homonymes, voir Stévenin.
Jean-Joconde Stévenin (Gaby, 2 février 1865 - Aoste 16 avril 1956) est une des personnalités principales de l'autonomisme valdôtain et l'un des fondateurs du mouvement politique autonomiste Union valdôtaine.

## Le «prêtre rouge»
Jean-Joconde Stévenin naît à Gaby, dans la moyenne vallée du Lys, qui à l'époque faisait partie de la commune d'Issime sous le nom d'Issime-Saint-Michel. Il est issu d'une famille d'origine allemande. Il se distingue surtout par son dévouement au mouvement démocrate-chrétien. Il étudie au Grand Séminaire d'Aoste. Il reçoit les ordres en 1888. Lors de l’ouverture du Petit Séminaire d'Aoste en 1890, dont Joseph-Auguste Duc était un des fondateurs, il est nommé professeur et directeur spirituel. En 1895, il est parmi les directeurs du journal diocésain Le Duché d’Aoste (fondé en 1894) avec Manzetti et Veysendaz. « Il adhère avec enthousiasme à la doctrine sociale de l’Église, lancée par l’encyclique Rerum Novarum du pape Léon XIII ». Le groupe est surnommé  "les prêtres rouges" en raison de leur idéologie progressiste et de l'enthousiasme juvénile avec lequel ils venaient d'entreprendre la carrière journalistique. Jean-Joconde Stévenin est écarté de la direction du journal en septembre 1897 à cause de la saisie du Duché due à un article hostile à Humbert Ier.
« Contrastés par le clergé conservateur et soupçonnés de modernisme, les "prêtres démocrates" sont marginalisés pendant l’épiscopat de Mgr Joseph-Auguste Duc » (1872 - 1907).
À partir de 1897, le jeune prêtre crée un grand nombre d'initiatives économiques et sociales : en octobre 1897 naît une coopérative de consommation à Aoste, en mars 1898 s'ouvrent la Bibliothèque d'études sociales et la Société d'assurance contre les incendies, et enfin en 1901, le projet le plus important est mené à terme Le Dock Valdôtain, une coopérative de consommation, siège de toutes les activités du clergé démocrate.
Il s’adonne activement à l’activité politique et s'impose comme le principal organisateur de la démocratie chrétienne locale, avec le docteur Anselme Réan, fondateur de la Ligue Valdôtaine. « En 1895, en dépit du non expedit qui défend aux catholiques la participation active à la vie politique, il appuie la candidature de François Farinet, élu au Parlement italien avec le slogan "La Vallée d’Aoste aux Valdôtains" ».

## Le "Don Sturzo" valdôtain

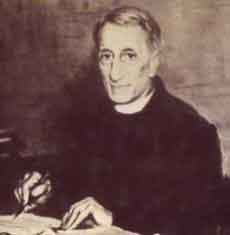
Don Sturzo

En 1901, Jean-Joconde Stévenin tente une nouvelle expérience de journaliste, avec l'impression de La Valdôtaine, le journal du groupe catholique démocrate local, lié aux positions exprimées au niveau national par Romolo Murri. Stévenin avait d'ailleurs adressé à Murri deux lettres écrites en français, en février 1899. Après la dissolution de l'Œuvre des Congrès, une organisation de promotion et de défense des valeurs catholiques, décidée en 1904 par le pape Pie X, Jean-Joconde Stévenin s'engage de façon plus active en politique, en étant élu en 1903 à la Commune d'Aoste (dans les premières élections municipales avec participation d'une liste catholique et la présence de deux prêtres) et nommé assesseur à l’instruction au sein de la Junte par le syndic, le catholique Julien Charrey. Dans le même temps, probablement en 1906, il se rapprocha de Luigi Sturzo, qu'il rencontre lors d'un congrès des administrateurs catholiques à Turin et à partir de là, il demeure plus lié à la vision réaliste de Sturzo plutôt qu'à celle de Murri, désormais en rupture continue avec l'Église. En 1907, Stévenin perd les élections municipales contre le candidat socialiste Jules Martinet et retourne dans sa Vallée natale où il est conseiller communal d'Issime, commune dont Gaby était un hameau à l'époque.
En 1913, après le pacte Gentiloni, alliance électorale conclue entre les libéraux de Giovanni Giolitti et l'Union Électorale Catholique Italienne présidée par Vincenzo Ottorino Gentiloni, le prélat gabençois redevient un protagoniste de premier plan avec une nouvelle initiative journalistique, Le Pays d’Aoste, premier véritable journal catholique du XXe siècle  après Le Duché d’Aoste, lancé d'abord comme organe de propagande en faveur de l'élection de Julien Charrey comme député, mais qui s'impose ensuite comme journal d'opinion. Jean-Joconde Stévenin remplace ensuite Désiré Norat, appelé sous les drapeaux, comme syndic d'Aoste durant la guerre, charge qu'il conserva jusqu'à la fin de l'année 1919. « On lui doit, entre autres, des initiatives pour la défense des droits des Communes valdôtaines sur les eaux et la création d’un comité international pour le percement du tunnel du Mont-Blanc ».
Dans les derniers mois de l'année 1919, on offre même à Mgr Stévenin l'important évêché de la ville de Coni, mais il préfère refuser la charge afin de rester dans sa Vallée.

## DuParti populaireà l'Union valdôtaine
À partir des années 1920, Jean-Joconde Stévenin, qui figurait parmi les fondateurs de la section valdôtaine du Parti populaire italien, comprend subitement les dangers que renfermait le mouvement fasciste : « À droite, crie le fascisme ! Et nous, pourtant, allons vers la gauche ». Durant le fascisme, père Stévenin se retire de la politique dans l'espoir d'années meilleures : « l’administration catholique de la ville est renversée par l’alliance entre les fascistes et les conservateurs en 1923 ; en 1926 le régime oblige Le Pays d’Aoste à arrêter ses publications ». En 1930 font faillite la Banque Réan et le Crédit valdôtain (banque coopérative rurale née sur l'initiative de Stévenin), et en 1931 sont dissoutes les organisations catholiques.
La célébrité du pasteur de l’autonomisme valdôtain naît en mai 1945 quand, juste après la libération, âgé quatre-vingts ans, il présente son projet de statut d'autonomie pour la Vallée d'Aoste, en collaboration avec Frédéric Chabod. « Le projet de Stévenin prévoyait un Conseil régional doté d'amples pouvoirs et composé de 25 membres élus par les Conseils communaux de la Vallée d'Aoste. En outre, il prévoyait la parité des langues française et italienne et que « toutes les eaux publiques et les richesses du sous-sol de la Vallée » auraient été propriétés de la Région ».
Quelques mois plus tard, en septembre 1945 est fondée l'Union valdôtaine (parti majeur de l'histoire valdôtaine depuis la fondation de la République italienne). L'ancien prêtre figure parmi ses fondateurs. « L’évolution de l’Union, au sein de laquelle prévaut le courant laïcisant guidé par Séverin Caveri, provoque l’éloignement de Stévenin et d’autres personnalités catholiques, qui prendront la tête de la section locale de la Démocratie chrétienne, formation politique ayant succédé au Parti populaire ».
Jean-Joconde Stévenin meurt en 1956 à l'âge de quatre-vingt-onze ans.

## Lechanoinede laCollégiale de Saint-Ours
Reçu parmi les chanoines de Saint-Ours jusqu'en 1908, Mgr Stévenin est prieur de l'illustre Collégiale de 1947 jusqu'à sa mort. Il fut également chanoine honoraire de la Cathédrale d'Aoste, prélat domestique du pape et membre de l’Académie Saint-Anselme. Le chapitre de Saint Ours, qui eût l'honneur de le compter parmi ses chanoines et ses prieurs les plus fameux, désira lui rendre hommage, lors du cinquantième anniversaire de sa mort le 12 mai 2006, par une cérémonie de suffrage dans l'église collégiale présidée par Mgr Joseph Anfossi, évêque d'Aoste.

## Hommages
Le nom de Jean-Joconde Stévenin est conservé en toponymie :
- À Aoste, la rue reliant la tour du lépreux à la tour de Bramafam porte son nom[8].

## Ouvrages de Jean-Joconde Stévenin
- (it) Sull'uso e il diritto delle sorgenti : estratto di disposizioni di giurisprudenza e pareri legali del Monitore, Aoste, 1920, 15 p.
- Les eaux minérales de Courmayeur, Aoste, Société éditrice valdôtaine, 1927, 33 p.
- (it) S. Bernardo detto di Mentone non è savoiardo ma aostano : una rivendicazione, Aoste, Tipografia valdostana, 1942, 24 p.

## Sources